# 359 Pułk Piechoty
359 Ochotniczy Pułk Piechoty (359 pp) – oddział piechoty Wojska Polskiego II RP.

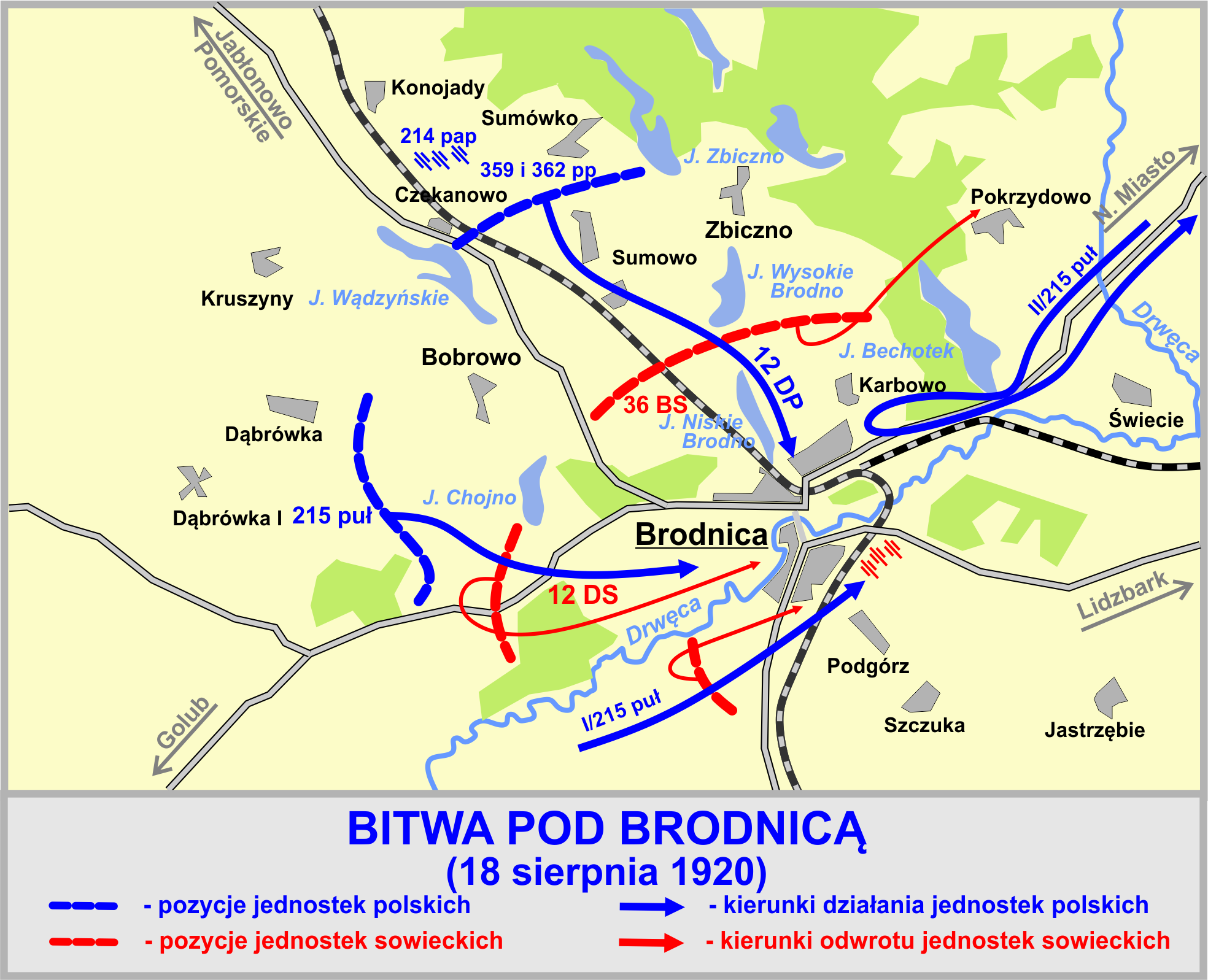
Bitwa pod Brodnicą (1920)

Zmobilizowany w sierpniu 1920 przez macierzysty 59 pułk piechoty w Inowrocławiu z żołnierzy przysłanych przez bataliony zapasowe pułków piechoty DOG Poznań. Dowódcą był mjr Henryk Lutomski. Użyty częściami w wojnie polsko-bolszewickiej 1920 roku:
- I batalion (sformowany 15 sierpnia, dowódca: por. Maksymilian Bartsch) - pod Nieszawą przy obronie przepraw na Wiśle, następnie w podporządkowaniu GO "Dolna Wisła"
- II (dowódca: kpt Podolski) i III batalion (ppor. Reiske) - 16 sierpnia przetransportowany w rejon Jabłonowa, gdzie 18 sierpnia uczestniczył w bitwie pod Brodnicą (861 żołnierzy z 8 ckm-ami)[1], zajmując wsie Grzybno, Drużyny i Szabda.

Pod Brodnicą pułk stracił 7 poległych szeregowych, 64 rannych (w tym 1 oficer i 3 podoficerów) oraz 8 zaginionych. Po zdobyciu miasta 21 sierpnia pułk osłaniał Lidzbark (bez kontaktu z nieprzyjacielem). Tam dołączył do niego I batalion, przerzucony spod Włocławka. Po 3 września pułk w pełnym składzie powrócił do Inowrocławia, gdzie został rozwiązany. I batalion uzupełnił stany pułków 16 DP, a II i III - 15 Dywizji Piechoty.